# L'Alliance pour la planète
Pour les articles homonymes, voir L'Alliance.
L'Alliance pour la planète était un regroupement français d'ONG, d'associations et de collectifs liés à l’écologie, ainsi que d'associations représentant la société civile (associations de consommateurs, d’agriculteurs, syndicats, etc.), créée en 2006,. Elle interpelle alors les candidats aux élections présidentielles et législatives de 2007.
L'Alliance pour la planète, après 6 ans d'existence, s'est dissoute à l'issue des élections présidentielles et législatives suivantes, le 30 juin 2012.

## Membres de l'Alliance au moment de la dissolution
- APREIS
- CFDT
- Fac verte
- Freecycle
- Institut européen d’écologie
- Les Amis de la Terre - France
- Max Havelaar
- Mouvement pour les droits et le respect des générations futures
- Association négaWatt
- Objectif 21
- Plate forme pour le Commerce équitable
- Réseau Action Climat
- WWF
- GoodPlanet
- Association SHERPA

## Membres ayant quitté l'Alliance avant sa dissolution
- France nature environnement
- Fondation Nicolas-Hulot pour la nature et l'homme
- Greenpeace
- Réseau Sortir du nucléaire